# Motorsport Manager
Motorsport Manager ist ein Motorsport-Simulator und wurde von PlaySport Games entwickelt. Es basiert auf dem erfolgreichen Motorsport Manager mobile, der 2014 für iOS und Android erschienen ist.

## Gameplay
Im Motorsport Manager leitet man einen Rennstall, der in einer von drei Motorsport-Klassen beginnt und langsam durch erfolgreiches Wirtschaften und Abschließen von Rennen in den Klassen auf- oder absteigt.
Im Spiel übernimmt man unter anderem das Verwalten des Fahrerpersonals, Scouting, Sponsoring, Erforschen und Entwickeln von Fahrzeugen, Bauen einer Infrastruktur auf dem Team-Gelände und ist bei den Rennen dabei und gibt den Fahrern Anweisungen über den Team-Funk.

## Rezeption
| Publikation  | Bewertung | Quelle |
| ------------ | --------- | ------ |
| F1 Fanatic   | 4/5       | [ 1 ]  |
| GameStar     | 83 %      | [ 2 ]  |
| Metacritic   | 81 %      | [ 3 ]  |
| WiSim Planet | 85 %      | [ 4 ]  |

„Segas Motorsport Manager schafft im Test den perfekten Spagat: Er motiviert Einsteiger und begeistert Profis durch viel Tiefgang.“

### Auszeichnungen
- Global Game Awards Best Management 3rd Place[6]

## Mobil-Version
Motorsport Manager ist ein Motorsport-Simulator und wurde von Christian West entwickelt. Durch den Erfolg des Spieles im Mobile-App-Markt gründete Christian West das Studio PlaySport Games und entwickelte anschließend die Simulation für den PC-Markt komplett neu.

### Gameplay
Im Motorsport Manager leitet man einen Rennstall, der in einer von drei Motorsport-Klassen beginnt und langsam durch erfolgreiches Wirtschaften und Abschließen von Rennen in den Klassen auf- oder absteigt. Das Spiel wird ausschließlich durch Touchscreen-Bedienung gesteuert. Im Spiel managt der Spieler rudimentär die Bereiche Fahrer, Nachwuchsfahrer, Fahrzeugentwicklung, Infrastruktur der Zentral und Ingenieure.

### Rezeption
| Publikation    | Bewertung | Quelle |
| -------------- | --------- | ------ |
| Pocket Tactics | 5/5       | [ 8 ]  |
| Touch Arcade   | 4½/5      | [ 9 ]  |
| Metacritic     | 88 %      | [ 10 ] |
| Pocket Gamer   | 9/10      | [ 11 ] |
| 148Apps        | 4/5       | [ 12 ] |

“Quite possibly the best sports sim on mobile”

„Der wahrscheinlich beste mobile Sportsimulator“